# بني امحمد (كدانة)
بني امحمد هي إحدى مشيخات المملكة المغربية، تتبع جغرافيا لإقليم سطات وإداريًا لكدانة. يقدر عدد سكانها بـ 14464 نسمة حسب الإحصاء الرسمي للسكان والسكنى لسنة 2004.